# Mejna plast
Mejna plast v mehaniki tekočin predstavlja plast tekočine v neposredni bližini telesa, kjer na njeno obnašanje vplivajo učinki viskoznosti. Teorijo mejne plasti je prvi opisal nemški fizik Ludwig Prandtl leta 1904.
Uvedba koncepta mejne plasti omogoča poenostavitev Navier-Stokesovih enačb za opis toka tekočin okoli teles.

## Nastanek mejne plasti
Zaradi viskoznih sil se tekočina "prilepi" na površino telesa. Zato se na površini telesa tekočina zaustavi (hitrost je enaka 0). Z oddaljenostjo od površine telesa viskozne sile padajo, kar povzroči postopno naraščanje hitrosti tekočine do hitrosti prostega toka. Po dogovoru je mejna plast območje, v katerem hitrost narašča od 0 do 99% hitrosti prostega toka.

## Obnašanje mejne plasti
Obnašanje mejne plasti močno vpliva na nastanek sil, ki so posledica gibanja tekočine. V praktičnih primerih gre največkrat za obravnavo sile vzgona in sile upora.
Prandtl je z eksperimenti pokazal, da se tok tekočine ob telesu na zastojni točki na prednji strani telesa razdeli tako, da obteče površino telesa. V zastojni točki je debelina mejne plasti enaka 0, z oddaljevanjem od zastojne točke pa njena debelina začne naraščati. 
Do neke razdalje od zastojne točke je tok tekočine skoraj vzporeden s površino telesa, pa tudi gibanje molekul tekočine pravokotno na površino je praktično zanemarljivo. V tem primeru govorimo o laminarnem toku, v katerem prevladujejo strižne sile, ki so posledica viskoznosti tekočine. Posledica teh strižnih sil je nastanek sile upora zaradi trenja.
Na neki razdalji od zastojne točke se začnejo molekule tekočine gibati tudi v navpični smeri (pravokotno na površino), debelina mejne plasti pa začne naraščati nekoliko hitreje, kot pri laminarnem toku. Nastane t. i. turbulentni tok, kjer prihaja do vdiranja počasnejših plasti toka v hitrejše plasti. Mešanje plasti navidezno poveča viskoznost tekočine, kar povzroči povečanje upora zaradi trenja. Iz tega razloga je v primeru zahteve po čim manjšem uporu potrebno telesa oblikovati tako, da laminarni tok pokriva čimvečji del telesa.
Na neki točki vzdolž površine telesa začne hitrost toka upadati, tlak na površini telesa pa zato začne naraščati. To povzroči nastanek mehurčkov na površini, ki za tok predstavljajo oviro in povzročijo delno odcepitev mejne plasti od površine telesa. Na tem mestu nastanejo vrtinci, ki za telesom povzročijo podtlak, s tem pa nastane t. i. tlačni upor, ki je bistveno večji od upora zaradi trenja. Če pride do odcepitve mejne plasti na preveliki površini letalskega krila, pride do izgube vzgona.
Pri načrtovanju letalskih kril je torej pomembno, da imamo po čimvečji površini laminarni tok, ki mora biti odporen na odtrganje. To se doseže z uporabo t. i. laminarnih profilov krila, pri katerih hitrost zračnega toka na zgornji strani krila narašča do čimvečje globine profila. Namesto tega ukrepa ali v pomoč se lahko na mestu, kjer bi sicer prišlo do odtrganja laminarne plasti, tudi namerno izzove prehod laminarnega toka v turbulentni tok, ki se težje odtrga s površine krila.